# Stuart Gilbert
Arthur Stuart Ahluwalia Stronge Gilbert (25 de outubro de 1883 – 5 de janeiro de 1969) foi um crítico literário e tradutor inglês. Entre suas traduções para o inglês estão as obras de Alexis de Tocqueville, Édouard Dujardin, André Malraux, Antoine de Saint-Exupéry, Georges Simenon, Jean Cocteau, Albert Camus e Jean-Paul Sartre. Ele também ajudou na tradução de Ulisses, obra-prima de James Joyce, para o francês.

## Primeiros anos
Gilbert nasceu em Kelvedon Hatch, Essex, em 25 de outubro de 1883. Era o filho único de Arthur Stronge Gilbert, um oficial do exército aposentado, e Melvina, filha de Randhir Singh, o Rajá de Kapurthala. Frequentou a escola de Cheltenham e a Hertford College da Universidade de Oxford, graduando-se em moderações clássicas. Ingressou no Serviço Civil Indiano em 1907 e, após servir na Primeira Guerra Mundial, atuou como juiz na Birmânia até 1925. Em seguida se aposentou, estabelecendo residência na França com sua esposa francesa Marie Douin (mais conhecida como Moune). Permaneceu lá pelo resto de sua vida, exceto por algum tempo que passou no País de Gales durante a Segunda Guerra Mundial.

## Carreira
Gilbert foi um dos primeiros estudiosos de Joyce. Ele leu Ulisses pela primeira vez enquanto estava na Birmânia e a obra o influenciou bastante.
Segundo Moune, ela e Gilbert estavam passeando pelo Quartier Latin de Paris quando passaram pela livraria Shakespeare and Company e viram algumas páginas datilografadas de uma tradução em francês de Ulisses por Auguste Morel e Valery Larbaud em exibição na vitrine. Gilbert notou vários erros graves na tradução francesa e se apresentou a Sylvia Beach, a dona da livraria, que ficou encantada com suas críticas à tradução. Ela anotou seu nome e número de telefone e lhe disse que Joyce, que estava ajudando na tradução de sua própria obra para o francês, entraria em contato com ele. Isso marcou o início de muitos anos de amizade entre Joyce e Gilbert.
Em 1930, Gilbert publicou James Joyce's Uysses: A Study (revisado em 1950); contribuiu com um capítulo importante de Our Exagmination Round His Factification for Incamination of Work in Progress (1929), uma coleção de perspectivas sobre fragmentos do "trabalho em progresso" de Joyce, mais tarde lançada como Finnegans Wake (1939); e publicou uma coleção das cartas que recebeu de Joyce em 1957.
Um dos principais projetos de Gilbert foi a tradução, para o inglês, da coleção de romances de Roger Martin du Gard, Les Thibault. Com quase 1.900 páginas traduzidas, a obra foi publicado pela Viking Press nos Estados Unidos em dois volumes, The Thibaults (1939) e Summer 1914 (1941). Na última década de sua vida, Gilbert traduziu vários textos para o editor de livros de arte suíço Albert Skira.
Gilbert morreu em sua casa em Paris, situada à rue Jean du Bellay nº 7, em 5 de janeiro de 1969.

## Legado
No Harry Ransom Humanities Research Center da Universidade do Texas, se conserva vasto material sobre este intelectual, especialmente no tocante a sua relação com James Joyce e seu trabalho como tradutor. Este material consiste em correspondências, diários, cadernos de notas, recortes de revistas, fotografias, eentre outros, todos produzidos entre 1900 e 1985.